# Förmyndarstat

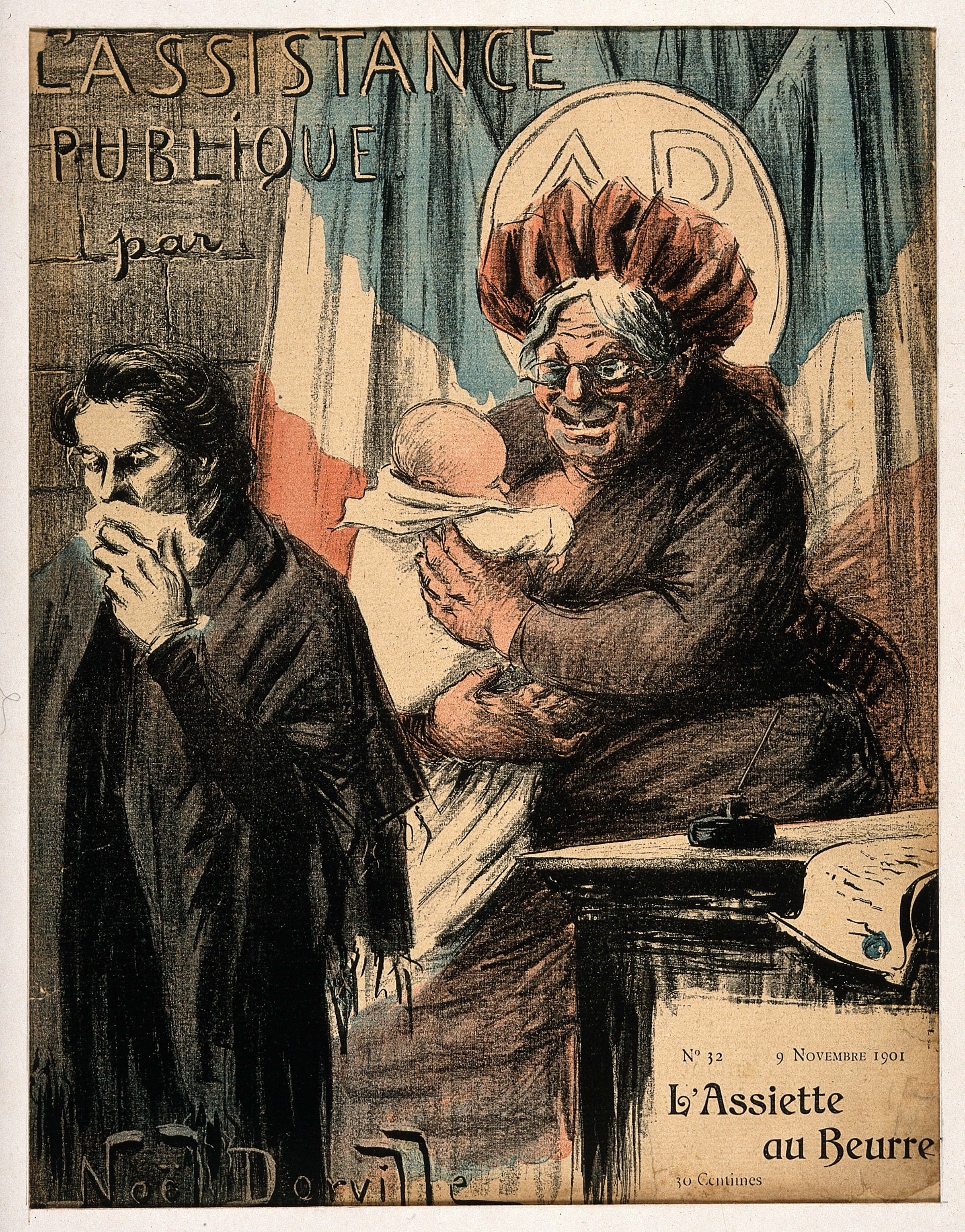
En amma får symbolisera franska statens roll som ompysslare av folket

Förmyndarstat är en informell och kritisk term som avser en regering eller ett statsskick som går längre än vad som anses vara nödvändigt när det gäller att reglera medborgarnas beteenden och begränsa deras valfrihet. Begreppet används ofta negativt för att framställa stater som överbeskyddande eller paternalistiska. På engelska används termen nanny state, med brittiskt ursprung. Begreppet "nanny state" liknar regeringens roll vid den som en barnflicka har i barnuppfostran. En tidig användning av termen kommer från den konservativa brittiska parlamentsledamoten Iain Macleod som hänvisade till "vad jag vill kalla nanny state" i The Spectator den 3 december 1965.